# Mikkel Thygesen
Mikkel Thygesen (født 22. oktober 1984) er en dansk tidligere fodboldspiller og nuværende cheftræner i Nykøbing FC. Tidligere har han været cheftræner i FC Roskilde.

## Karriere
Mikkel Thygesen slog igennem i offentligheden i sin første periode hos FC Midtjylland, hvor han oftest optrådte centralt på den offensive midtbane. Han har dog også været brugt som wing, hvad han oprindeligt blev købt som i Boldklubben Frem. Mikkel Thygesen debuterede for det danske A-landshold, da han 15. november 2006 blev skiftet ind i anden halvleg af en venskabskamp på udebane mod Tjekkiet, som erstatning for Christian Poulsen. Debuten på A-landsholdet kom efter en meget succesfuld efterårssæson i SAS Ligaen 2006, hvor Thygesen, der i efteråret blev rykket op som hængende angriber, scorede 7 mål for FCM i 20 kampe, og generelt havde spillemæssig succes. Landsholdsdebuten gik glimrende, og Mikkel Thygesen imponerede både landstræner Morten Olsen, journalister og tilskuere. Han fremkaldte bl.a. et straffespark, efter et godt sololøb, men straffesparket blev ikke omsat til mål af Werder Bremens Daniel Jensen. Han spillede i alt 99 kampe og scorede 13 mål under sin første ansættelse hos FCM.
Den 9. januar 2007 blev Mikkel Thygesen solgt til den tyske traditionsklub Borussia Mönchengladbach for angiveligt 14,5 mio. danske kroner. Bundesligaoprykkerne Alemannia Aachen var også inde i billedet, med et bud på omtrent 10 mio. danske kroner.
Mikkel Thygesen havde en svær start i Gladbach, da træner Jupp Heynckes blev fyret kort efter Thygesens ankomst. Den nye træner, Jos Luhukay, vidste ikke hvor på banen han skulle placere ham og troede fejlagtigt, at Thygesen var frontangriber. Opholdet i Tyskland blev i det store hele en fiasko for Thygesen, da Gladbach også rykkede ud af Bundesligaen. Da intet tydede på, han ville få spilletid i Gladbach, valgte han 1. juli 2007 at vende tilbage til FC Midtjylland, som betalte ca. 10 mio. kr. til Gladbach.
Mikkel Thygesen var i 2009 med i programmet "Stjernetræf" på Tv2.
Den 1. juni 2011 skiftede Mikkel Thygesen på en fri transfer til Brøndby IF på en 3-årig kontrakt.
2. februar 2015 skiftede han til Hobro. Efter kun et halv år i Hobro IK d. 8 juni skiftede han til Randers FC på en treårig kontrakt.
Kontrakten blev dog efter fælles overenskomst ophævet den 26 august 2015. Det blev offentliggjort et par timer senere, at Mikkel Thygesen har skrevet en treårig kontrakt med FC Roskilde. 
Han afsluttede sin aktive karriere som fodboldspiller i FC Roskilde i 2019.

## Landsholdskarriere
- A-landsholdet

Debut: 15-11-2006
Klubtilhørsforhold ved debut: FC Midtjylland
2 kampe
2 indskiftninger
2 uafgjorte
0 scoringer
- U-21-landsholdet

Debut 16-11-2004
Klubtilhørsforhold ved debut: FC Midtjylland
12 kampe
5 indskiftninger
4 udskiftninger
5 sejre, 7 nederlag
2 scoringer
- U-20-landsholdet

Debut 30-3-2004
Klubtilhørsforhold ved debut: Boldklubben Frem
4 kampe
3 indskiftninger
2 sejre, 1 uafgjort, 1 nederlag
0 scoringer

## Trænerkarriere
Thygesen blev senere cheftræner i FC Roskilde, men forlod dette job i efteråret 2024. 6. januar 2025 blev han præsenteret som ny cheftræner i Nykøbing FC, hvor han afløste Claus Jensen, der fortsatte i en ny rolle som fodbolddirektør i klubben.